# Хагота (Харгита)
Хагота (рум. Hagota) насеље је у Румунији у округу Харгита у општини Тулгеш. Oпштина се налази на надморској висини од 794 m.

## Становништво
Према подацима из 2002. године у насељу је живело 170 становника.

### Попис2002.
| Расподела становништва по националности 2002.‍ | Расподела становништва по националности 2002.‍ | Расподела становништва по националности 2002.‍ | Расподела становништва по националности 2002.‍ | Расподела становништва по националности 2002.‍ |
| --------------------------------------------- | --------------------------------------------- | --------------------------------------------- | --------------------------------------------- | --------------------------------------------- |
|                                               |                                               |                                               |                                               |                                               |
| Румуни                                        | Румуни                                        |                                               | 39                                            | 23,1%                                         |
| Мађари                                        | Мађари                                        |                                               | 130                                           | 76,9%                                         |